# Espinhela
Espinhela caída, também conhecida por Lumbago, é a designação popular de uma doença caracterizada por forte dor no peito, nas costas e pernas, além de um cansaço anormal que acomete o indivíduo ao submeter-se a esforço físico. No Brasil, a doença é também referida como "peito aberto" na Bahia e Minas Gerais, e "peito aberto", em Pernambuco, ou ainda como "arca caída".
Segundo a tradição popular, a espinhela é um osso pequeno,  flexível, "parecendo um nervo", que se encontra no meio do peito, entre o coração e o estômago, e que pode envergar para dentro. Em Portugal diz-se que "a espinhela é um ossinho, como o rabo de uma lebre, na boca do estômago". Quando o indivíduo faz um grande esforço e sente dor no local, significa que está sofrendo de espinhela caída. A doença seria decorrente de esforço repetitivo - como erguer ou carregar objetos excessivamente pesados, tendo sintomas como fraqueza, apatia, perda de apetite, náuseas e fraqueza nos braços.

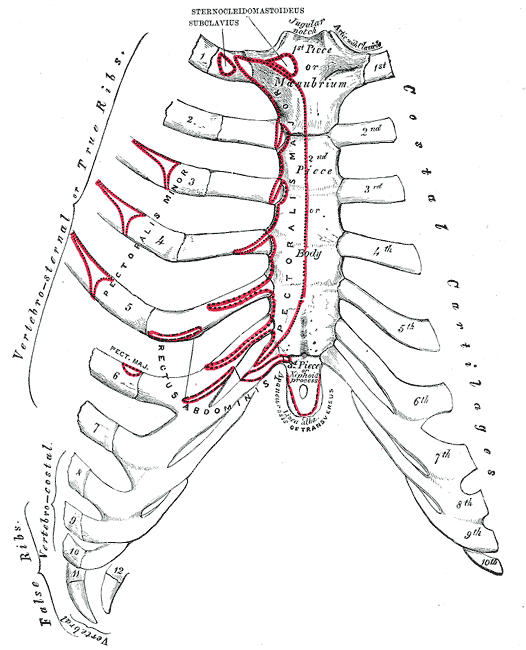
Caixa torácica, com o osso externo destacado em vermelho.

Especialmente, a espinhela corresponde ao apêndice xifóide ou processo xifóide (do grego ksíphos, eos-ous, 'espada ou  punhal'), uma pequena extensão alongada, cartilaginosa, situada na extremidade inferior do esterno, que geralmente se ossifica, no indivíduo adulto.

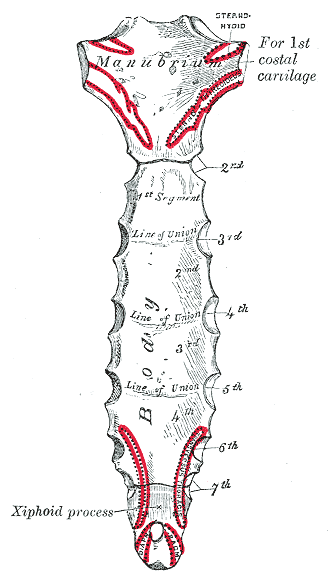
Detalhe do esterno com o processo xifóide (espinhela) na parte inferior.

Espinhela caída seria uma anomalia do apêndice xifóide, tendo como resultado uma síndrome muito complexa, com uma variada gama de sintomas, conhecida em vários países. A espinhela não pode "cair", de fato, mas relaxar-se ou curvar-se, por várias causas, inclusive uma tosse violenta, causando reflexos sobre  estômago, diafragma, pâncreas, fígado e portanto gastralgias, vômitos, perturbações respiratórias, pancreáticas, hepáticas e languidez de todo o corpo.
Segundo o professor Fernando São Paulo, citando Chermont de Miranda, o conceito de espinhela caída existia entre os ameríndios, antes da chegada de Colombo: espinhela caía - pissum hoá - e os pagés a levantavam - pissum upi.